# Jalta
Jalta (ukrán és orosz írással Ялта, krími tatár nyelven Yalta) járási jogú város a Krím félszigeten. Jelentős üdülőváros a Fekete-tenger északi partján. Neve a görög γιαλος (am. biztonságos part) kifejezésből ered.
2014 március 16-án, jelentős orosz katonai beavatkozás keretében tartott referendumon Krím félsziget lakossága, 83,1%-os részvétel mellett, a leadott szavazatok 96,7%-os többséggel kinyilvánította azon szándékát, hogy Krím önálló köztársaságként csatlakozzon az Oroszországi Föderációhoz.
2014 márciusában a Krími Köztársaság részeként a város orosz fennhatóság alá került, amit Ukrajna és a nemzetközi közösség sem ismert el hivatalosan.

## Földrajz
A Krím déli részén húzódó Krími-hegység vonulata és a tengerpart közötti szűk 5–8 km-es sávban helyezkedik el a Nagy-Jalta üdülőhely, Jaltával a központtal valamint Gurzuf, Masszandra, Livádia, Koreiz, Miszhor, Szimeiz és Forosz településekkel.

### Éghajlat
Klímája szubtrópusi mediterrán, melyet az enyhe és csapadékos tél, hűvös tavasz, forró és hosszú nyár, valamint meleg ősz jellemez. A januári átlaghőmérséklet 4 °C, júliusban pedig 24 °C. Az évi átlagos csapadékmennyiség 600 mm körüli.
| Hónap                                                                                                | Jan.  | Feb.  | Már. | Ápr. | Máj. | Jún. | Júl. | Aug. | Szep. | Okt. | Nov. | Dec. | Év    |
| --- | ----- | ----- | ---- | ---- | ---- | ---- | ---- | ---- | ----- | ---- | ---- | ---- | ----- |
| Rekord max. hőmérséklet (°C)                                                                         | 17,8  | 19,0  | 27,8 | 28,5 | 33,0 | 34,2 | 39,1 | 39,1 | 35,0  | 31,5 | 25,3 | 22,8 | 39,1  |
| Átlagos max. hőmérséklet (°C)                                                                        | 7,1   | 7,1   | 9,5  | 14,4 | 19,8 | 24,7 | 28,3 | 28,4 | 23,4  | 17,8 | 12,4 | 8,6  | 16,9  |
| Átlagos min. hőmérséklet (°C)                                                                        | 2,3   | 1,6   | 3,5  | 7,7  | 12,6 | 17,2 | 20,5 | 20,5 | 15,9  | 11,2 | 6,7  | 3,7  | 10,3  |
| Rekord min. hőmérséklet (°C)                                                                         | −12,2 | −12,3 | −7,3 | −3,8 | 2,8  | 7,8  | 12,2 | 8,9  | 3,9   | −1,1 | −8,9 | −7,4 | −12,3 |
| Átl. csapadékmennyiség (mm)                                                                          | 76    | 60    | 51   | 33   | 34   | 36   | 31   | 46   | 42    | 53   | 68   | 83   | 613   |
| Havi napsütéses órák száma                                                                           | 73    | 79    | 135  | 180  | 237  | 286  | 316  | 290  | 235   | 166  | 99   | 67   | 2163  |
| Forrás: Pogoda.ru.net Климат Ялты (orosz nyelven). Погода и климат. (Hozzáférés: 2015. november 28.) |       |       |      |      |      |      |      |      |       |      |      |      |       |

### Növényzet
Télen virágzik a hóvirág, az ibolya, a kankalin, a jázmin, a mandula, a mogyoró, a som és a szamóca. A tavasz a legvirágosabb évszak. A nyár a rózsa, a liliomfa, a gránátalma, a babérrózsa és a lilaakác virágzásának az ideje. A cseresznye és a szőlő szüretelés ideje is.

## Történet
- 15. század első felében a Mangupa fejedelemséghez tartozott
- 1475-től Oszmán Birodalomhoz tartozik
- 1774 a Krími Tatár Kánság függetlenné vált
- 1783-tól az orosz birodalom része
- 19. század elején a mai Jalta területén, Jalta, Autka és Gyerekoj falvak álltak
- 1838-ban kapta meg a városi címet és lett járási székhely.
- Az 1917-es októberi orosz forradalom után a 20-as, 30-as években jelentős fejlesztések történtek. Felújították a kikötőt, üzemek épültek. Az infrastruktúrában óriási eredmény volt a Szevasztopol–Jalta magasfeszültségű vezeték üzembe helyezése. A helyben termelt dohány feldolgozására fermentáló üzem épült.
- 1944. április 16-án véget ért az 1941 óta tartó német megszállás
- 1945. február 4-én kezdődött a jaltai konferencia, ahol a szövetségesek, a Szovjetunió, az Egyesült Királyság és az Egyesült Államok képviselői megállapodtak a második világháború utáni Európa politikai felosztásáról.
- 1954-ben Nyikita Hruscsov javaslatára, gazdasági és területellátási indokból, Krímet az Ukrán Szovjet Szocialista  Köztársasághoz csatolta. Ezzel egyidejüleg, az Ukrán SzSzK-tól a félszigettel megegyező határmenti területsáv lett az Oroszországi SzSzSzK-hoz csatolva.
- a Szovjetunió felbomlásakor Ukrajna részeként szakadt le a Szovjetunióról.
- 1991-ben hivatalos és eredményes referendumot tartottak, ahol elnyerte önállóságát. A referendum eredményét elismerte Ukrajna.
- 1992-ben létrehozták a Krím önálló alkotmányát, de ezt rövid idővel később az Ukrán Parlament (Verhova Rada) eltörölte.
- 1998-ban, (az 1991-es referendum eredményéhez képest jóval szerényebb mértékű) önállóságot biztosító autonómiát kapott. Erről nem tartottak népszavazást.

## Gazdaság
Az 1970-es években a Masszandra Borászati Kombinát állította elő a Szovjetunió teljes bortermelésének közel a felét. Szintén jelentős mennyiségű illóolaj készült a helyi Krím Rózsája cég üzemeiben.

## Közlekedés
A város közlekedésének érdekessége, hogy Szimferopollal a világ leghosszabb, 86 km-es trolibuszvonala köti össze

## Turizmus
A Fekete-tenger vízének sótartalma megközelíti az óceánokét, de a felületi rétegekben csak a fele. A legmelegebb napokon a tengervíz hőmérséklete a partközelben eléri a +26 °C.
A strandoláson kívül különleges éghajlata miatt, légzőszervi és számos egyéb betegségben szenvedőknek is kifejezetten javasolt az üdülés Jaltában, illetve a Krím félsziget déli partvidékén.

## Látnivalók

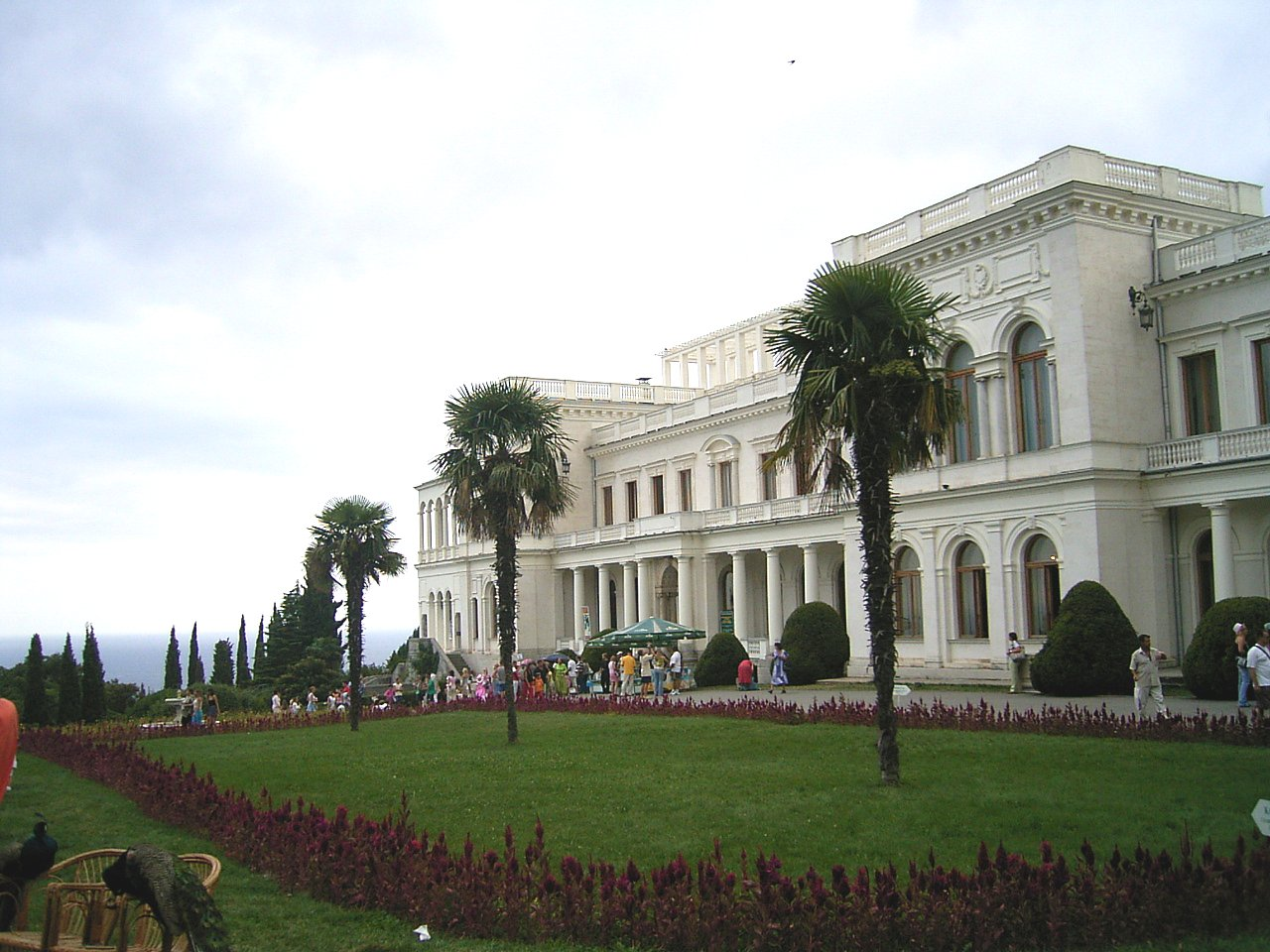
A Livádiai Palota

- Buharai emír palotája (1907–11). Mór stílus, ma a Jalta Szanatórium része
- Aranyszájú Szent János-székesegyház (1832–1998)
- Szent Hripszime örmény templom (1909–14), Zahorodna u. 8.
- Ucsan-Szu vízesés, 4 km-re, 95 m magas
- Alekszandr Nyevszkij-székesegyház (1903) Szadova u.
- Badarszko kúria (1902–10) Scsorsza u. 2.
- Masszandra Park
- Rakparti sétány
- Partmenti (Primorszki) Park
- Mária-templom (1885), Csehov u.
- Csehov Szanatórium (20. század eleje) Halturina u.
- Szent Tiron Tódor-templom, Selomejevszka u.
- Magaracs Szőlészeti és Borászati Intézet, Kirov u. 25. Túrák vezetéssel, borkóstolóval.
- Kötélpálya a Dicsőség- és Darszan-dombra
- Csehov Színház, Jekatyerinszka u. 11.
- Livádiai Palota

## Testvérvárosai
| - Baden-Baden, Németország - Batumi, Grúzia - Fiume, Horvátország - Fudziszava, Japán | - Galați, Románia - Margate, Egyesült Királyság - Nizza, Franciaország - Pozzuoli, Olaszország | - Rodosz, Görögország - Santa Barbara, USA - Salsomaggiore Terme, Olaszország - Sanya, Kína | - Sarm es-Sejk, Egyiptom - Ulan-Ude, Oroszország - Vlagyikavkaz, Oroszország - Xaçmaz, Azerbajdzsán |

## Fordítás
- Ez a szócikk részben vagy egészben  a   Jalta című cseh Wikipédia-szócikk fordításán alapul.  Az eredeti cikk szerkesztőit annak laptörténete sorolja fel. Ez a jelzés csupán a megfogalmazás eredetét és a szerzői jogokat jelzi, nem szolgál a cikkben szereplő információk forrásmegjelöléseként.